# Катехчай
Катехча́й (азерб. Qatexçay, груз. კატეხისწყალი) — река в Азербайджане, пограничная с Грузией, левый приток реки Алазани. Начинается от слияния Джамазаора и Чамрадере на южном склоне Главного Кавказского хребта. Устье у села Ититала Балакенского района.